# والفردانژ
والفردانژ (به لوکزامبورگی: Walfer) یک شهرداری در استان لوکزامبورگ کشور لوکزامبورگ است که ۷٫۰۶ کیلومترمربع مساحت دارد و جمعیت آن در سال ۲۰۰۹ میلادی ۶۸۴۷ نفر بوده‌است.